# Söchau
Söchau è un comune austriaco 1 424 abitanti nel distretto di Hartberg-Fürstenfeld, in Stiria.